# Episodi di Squadra Speciale Stoccarda (nona stagione)
La nona stagione della serie televisiva Squadra speciale Colonia è stata trasmessa tra il  2017 e il 2018 sul canale tedesco ZDF.
In Italia la stagione viene trasmessa in prima visione assoluta su Rai 2 dal 27 maggio 2024 all'11 luglio 2025.
| N° | Titolo originale          | Titolo in italiano              | Prima TV Germania | Prima TV Italia   |
| -- | ------------------------- | ------------------------------- | ----------------- | ----------------- |
| 1  | Mord am Grill             | Morte sulla griglia             | 14 settembre 2017 | 27 maggio 2024    |
| 2  | Pizza Mortale             | Pizza Mortale                   | 21 settembre 2017 | 28 maggio 2024    |
| 3  | Eiskalt                   | Congelato                       | 28 settembre 2017 | 29 maggio 2024    |
| 4  | Die Seele ist unsterblich | L'anima è immortale             | 5 ottobre 2017    | 30 maggio 2024    |
| 5  | Das Chamäleon             | Il camaleonte                   | 12 ottobre 2017   | 3 giugno 2024     |
| 6  | Tödliches Komplott        | Complotto letale                | 19 ottobre 2017   | 5 giugno 2024     |
| 7  | La vie en rose            | La vie EN rose                  | 26 ottobre 2017   | 6 giugno 2024     |
| 8  | Blinde Wut                | Una famiglia particolare        | 2 novembre 2017   | 8 giugno 2024     |
| 9  | Mitten ins Herz           | Diritto al cuore                | 9 novembre 2017   | 11 giugno 2024    |
| 10 | Durchgeknallt             | In ostaggio                     | 16 novembre 2017  | 13 giugno 2024    |
| 11 | Beste Freunde             | Migliori amici                  | 23 novembre 2017  | 14 giugno 2024    |
| 12 | Frühlingsgefühle          | Gemelli diversi                 | 7 dicembre 2017   | 16 giugno 2024    |
| 13 | Goldene Hände             | Le mani d'oro                   | 14 dicembre 2017  | 18 giugno 2024    |
| 14 | Dachschaden               | La banda dei tetti              | 21 dicembre 2017  | 21 giugno 2024    |
| 15 | Sühne                     | Espiazione                      | 28 dicembre 2017  | 24 giugno 2024    |
| 16 | Wer rastet, rostet        | Chi si ferma è perduto          | 4 gennaio 2018    | 27 giugno 2024    |
| 17 | Ein Alibi zu viel         | Un alibi di troppo              | 11 gennaio 2018   | 28 giugno 2024    |
| 18 | Miss Saigon               | Miss Saigon                     | 18 gennaio 2018   | 8 luglio 2024     |
| 19 | Bauchgefühle              | Reazione istintiva              | 25 gennaio 2018   | 15 luglio 2024    |
| 20 | Schuldig                  | Colpevole                       | 1 febbraio 2018   | 22 luglio 2024    |
| 21 | Das eiskalte Händchen     | L'elettronauta                  | 8 febbraio 2018   | 23 luglio 2024    |
| 22 | Frischer Wind             | Un vento fresco                 | 15 febbraio 2018  | 24 luglio 2024    |
| 23 | Die Liste                 | La lista                        | 22 febbraio 2018  | 25 luglio 2024    |
| 24 | Ein ehrenwertes Haus      | Il condominio                   | 1 marzo 2018      | 26 luglio 2024    |
| 25 | Seitenwechsel             | Gesto d'amore                   | 15 marzo 2018     | 10 settembre 2024 |
| 26 | Tod eines Drecksacks      | La forza della vendetta         | 22 marzo 2018     | 12 aprile 2025    |
| 27 | Teufelszeug               | Iniezione letale                | 29 marzo 2018     | 8 giugno 2025     |
| 28 | Fremde Stimmen            | Sconosciute                     | 5 aprile 2018     | 11 luglio 2025    |
| 29 | Späte Rache (1)           | Verità nascoste (prima parte)   | 12 aprile 2018    | 23 agosto 2024    |
| 30 | Späte Rache (2)           | Verità nascoste (seconda parte) | 19 aprile 2018    | 23 agosto 2024    |

## Morte sulla griglia
- Titolo originale: Mord am Grill
- Diretto da:
- Scritto da:

## Pizza Mortale
- Titolo originale: Pizza Mortale
- Diretto da:
- Scritto da:

## Congelato
- Titolo originale: Eiskalt
- Diretto da:
- Scritto da: